# Gistrup Kirke
Gistrup Kirke er en moderne kirke, som ligger i den vestlige del af Gistrup, med kirkeskib orienteret mod nord og alteret drejet mod nordvest.
Kirken er tegnet af arkitekt Holger Jensen, København. Grundstenen nedlagdes den 21. april 1985 af kirkeminister Mette Madsen, og kirken blev indviet den 23. marts 1986. Idéen var at skabe en landsbykirke af moderne tilsnit. Arkitekten har ligeledes tegnet alterbord og døbefont, som begge er udført i bornholmsk granit. Til døbefonten findes dåbsfad og spand i messing, udført af guldsmed Bent Exner.
Alterbilleder er af væveren Berit Hjelholt, Fjerritslev. I forbindelse med indvielsen donerede Sparekassen Nordjylland billedet Palmesøndag af den lokale kunstner Kirsten Tellefsen; billedet er ophængt ved konfirmandstuen.
Kirkens orgel er bygget af Marcussen & søn, Åbenrå, i 1988 og har 15 stemmer fordelt på hovedværk, brystværk og pedal.
I tårnet hænger to klokker, fremstillet i Frankrig i 1976 og 1985. Klokkerne er afstemt i forhold til klokkerne ved nabokirkerne i Nøvling og Søndertranders.
Kirken ligger i en grøn kile i byen, og i denne, øst for kirken, findes en kirkegård, hvor menighedsrådet på den anonyme gravplads har rejst en sten med inskriptionen Kendt af Gud.
Nord for kirkegården fandtes indtil 2005 en træbarak, som i de 11 år fra 1975 og frem til den nuværende kirkes indvielse tjente som kirke. Barakken har de efterfølgende 19 år virket som spejderhuset Koglen.

## Eksterne kilder og henvisninger
- Information om orgelbyggere Arkiveret 15. december 2005 hos  Wayback Machine
- Kirsten Tellefsens kirkeudsmykninger Arkiveret 10. marts 2007 hos  Wayback Machine
- Gistrup Kirke hos KortTilKirken.dk